# Moritz-Ernst Priebe
Moritz-Ernst Priebe (* 17. Januar 1902 in Boguschau, Westpreußen; † 26. Januar 1990 in Bad Bodenteich) war ein deutscher Theologe und Politiker (SPD).

## Leben und Beruf
Nach dem Abitur am Friedrichs-Gymnasium in Preußisch Stargard und der Ausweisung aus Westpreußen 1919 siedelte Priebe nach Pommern über, ließ sich in Stargard nieder und absolvierte ein Volontariat beim dortigen Landratsamt. Er studierte von 1921 bis 1925 Philosophie und Theologie in Berlin, unternahm von 1925 bis 1927 Auslandsreisen und ging 1928 nach Argentinien. Hier wirkte er seit 1934 zunächst als Pfarrvikar, ehe er 1937 als Pfarrer ordiniert wurde und eine Tätigkeit als Pastor einer Gemeinde der Vereinigten Lutherischen Kirche Amerikas in Eldorado aufnahm. Nach seiner Rückkehr nach Deutschland 1939 nahm er von 1940 bis 1945 als Soldat am Zweiten Weltkrieg teil. Zuletzt geriet er in Gefangenschaft, aus der er 1946 entlassen wurde. Danach war er als Pastor der Freien Evangelischen Gemeinde in Uelzen tätig.

## Partei
Priebe trat zum 1. August 1935 in die NSDAP ein (Mitgliedsnummer 2.588.063). 1946 schloss er sich dann der SPD an. Er war seit 1948 Vorsitzender des SPD-Kreisverbandes Uelzen und wurde 1951 zum Vorsitzenden des SPD-Unterbezirkes Uelzen/Lüchow-Dannenberg gewählt.

## Abgeordneter
Priebe war nach 1945 Ratsmitglied der Gemeinde Bodenteich und Kreistagsmitglied des Kreises Uelzen. Dem Deutschen Bundestag gehörte er von 1949 bis 1965 an. In der ersten Wahlperiode vertrat er den Wahlkreis Uelzen im Parlament. In den übrigen Wahlperioden zog er über die Landesliste Niedersachsen in den Bundestag ein.

## Öffentliche Ämter
Priebe war zunächst stellvertretender Bürgermeister und amtierte seit 1960 als Bürgermeister der Gemeinde Bodenteich.